# Carl Miville-Seiler

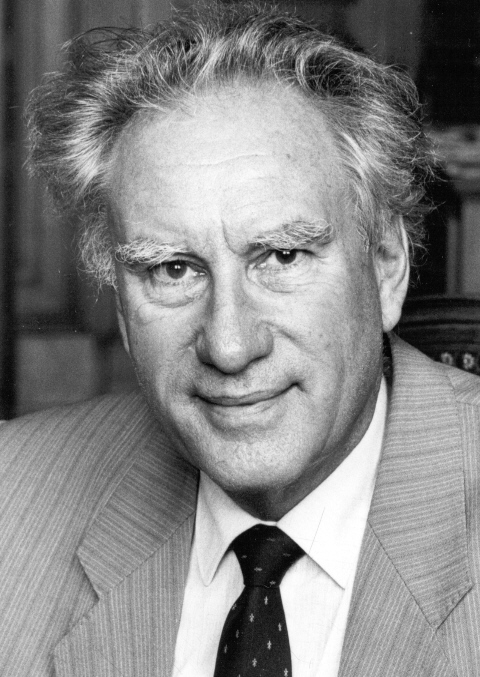
Carl Miville-Seiler (1986)

Carl Miville-Seiler (* 26. Juli 1921 in Basel; heimatberechtigt ebenda; † 18. Juni 2021 ebenda) war ein Schweizer Politiker (SP).

## Leben
Der Sohn des Regierungs- und Nationalrates Carl Miville senior begann 1941 ein Rechtsstudium, musste aber Aktivdienst leisten. Nach dem Zweiten Weltkrieg arbeitete er als Sekretär der SP Basel-Stadt (1946/47, 1951–56), als Redaktionssekretär des VHTL in Zürich (1948–51) und als Redaktor der Basler AZ (1956–61). Von 1961 bis 1964 war er Amtsvormund. Von 1964 bis 1986 stand er der AHV des Kantons Basel-Stadt vor und leitete von 1978 bis 1986 parallel die Ausgleichskasse Basel-Stadt.
1947/48, von 1953 bis 1964 und erneut von 1968 bis 1978 gehörte Miville dem Grossen Rat des Kantons Basel-Stadt an, den er 1977/78 auch präsidierte. 1978/79 war Miville Nationalrat und von 1979 bis 1991 Ständerat; von 1986 bis 1991 gehörte er zudem der Parlamentarischen Versammlung des Europarats an.
Von 1972 bis 1977 präsidierte Miville die SP Basel-Stadt und von 1978 bis 1985 den VPOD Basel-Stadt. Von 1956 bis 1980 gehörte er dem Bankrat der Basler Kantonalbank an, von 1964 bis 1980 dem Denkmalrat Basel-Stadt.
Miville schrieb auch baseldeutsche Verse, noch im Alter von 92 Jahren.
Bei seinem Tod war er das älteste lebende ehemalige Mitglied der  Schweizer Bundesversammlung.

## Werke (Auswahl)
- 3x Baaseldytsch mid em Rudolf Suter, Carl Miville-Seiler, Beat Trachsler. GS-Verlag, Basel 1994, ISBN 3-7185-0144-9.